# Karō-jisatsu
 (mars 2022).
Le karō-jisatsu (過労自殺, lit. « suicide dû au stress ») est un terme japonais qui définit le suicide provoqué par le stress au travail.
Le Japon a l'un des plus forts taux de suicide du monde industrialisé : 15,3 pour 100 000 habitants, soit environ 19 000 tous les ans. Cependant, seuls 93 suicides ou tentatives de suicides enregistrés en 2016 seraient dus au surmenage ou au stress au travail, qui entrainent plus généralement le karōshi, mort naturelle par sur-travail (96 décès la même année).
En 2010 au Japon, 424 personnes se seraient suicidées car elles ne trouvaient pas d’emploi, 710 en raison de la fatigue liée au travail, 587 pour des relations personnelles sur le lieu de travail, et 478 pour des erreurs commises dans leur emploi.
Le 5 novembre 2014, la cour de Tokyo juge coupable une chaîne de restauration et deux de ses dirigeants de ne pas avoir mis fin à une surcharge de travail insoutenable envers l'un de leurs employés, doublée d'un harcèlement hiérarchique, étant à l'origine de troubles mentaux qui l'ont conduit à se suicider. L'entreprise et les deux responsables sont condamnés à une amende totale de 58 millions de yens (400 000 euros),.
En 2015, 2 159 suicides au Japon seraient liés à des problèmes d'ordre professionnel.